# Хольм, Самуэль
Самуэль Рубен Лейч Хольм (швед. Samuel Ruben Leach Holm; род. 9 октября 1997, Åkersberga) — шведский футболист, полузащитник «Юргордена» и сборной Швеции.

## Клубная карьера
Начинал заниматься футболом в клубе «Эстерокер», затем выступал за столичный «Юрсхольм». В 11-летнем возрасте присоединился к академии «Юргордена». В его составе прошёл путь через юношеские команды клуба, с которыми становился победителем и чемпионом юношеского первенства Швеции. 22 февраля 2015 года впервые попал в заявку основной команды на матч группового этапа кубка Швеции с «Энгельхольмом», но на поле не появился.
Взрослую карьеру начал в «Отвидаберге», с которым подписал контракт в феврале 2016 года. Первую игру в его составе провёл 18 феврале в кубковом поединке с «Эребру». Хольм вышел в стартовом составе и на 90-й минуте забил мяч, принеся своей команде ничью. В ноябре продлил контракт с командой ещё на один год. В августе 2017 года перешёл в «Соллентуну», выступающую в первом дивизионе.
В ноябре 2018 года перешёл в «Вестерос», с которым заключил контракт, рассчитанный на два года. В августе 2019 года на правах аренды до конца сезона вернулся в «Соллентуну». Летом 2020 года досрочно расторг контракт с «Вестеросом», после чего подписал соглашение на полтора года с «Далькурдом».
16 января 2021 года стал игроком «Броммапойкарны», выступающей в первом дивизионе. Первую игру за новый клуб провёл 2 апреля против «Карлстада». В первый сезон вместе с командой занял первое место в турнирной таблице и вышел в Суперэттан. В сезоне 2022 года «Броммапойкарна» также стала победителем и поднялась в Алльсвенскан. 8 апреля 2023 года дебютировал в чемпионате Швеции в игре с «Мальмё», появившись на поле в стартовом составе.
29 ноября 2023 года вернулся в «Юргорден», с которым заключил трёхлетний контракт.

## Клубная статистика
| Выступление      | Выступление      | Выступление      | Лига | Лига | Кубки | Кубки | Конт. кубки | Конт. кубки | Разное | Разное | Итого | Итого |
| Клуб             | Лига             | Сезон            | Игры | Голы | Игры  | Голы  | Игры        | Голы        | Игры   | Голы   | Игры  | Голы  |
| ---------------- | ---------------- | ---------------- | ---- | ---- | ----- | ----- | ----------- | ----------- | ------ | ------ | ----- | ----- |
| Отвидаберг       | Суперэттан       | 2016             | 15   | 0    | 0     | 0     | 0           | 0           | 0      | 0      | 15    | 0     |
| Отвидаберг       | Суперэттан       | 2017             | 5    | 1    | 3     | 1     | 0           | 0           | 0      | 0      | 8     | 2     |
| Отвидаберг       | Итого            | Итого            | 20   | 1    | 3     | 1     | 0           | 0           | 0      | 0      | 23    | 2     |
| Соллентуна       | Дивизион 1       | 2017             | 10   | 4    | 1     | 0     | 0           | 0           | 0      | 0      | 11    | 4     |
| Соллентуна       | Дивизион 1       | 2018             | 27   | 9    | 1     | 0     | 0           | 0           | 0      | 0      | 28    | 9     |
| Соллентуна       | Дивизион 1       | 2019             | 12   | 1    | 1     | 0     | 0           | 0           | 2      | 0      | 15    | 1     |
| Соллентуна       | Итого            | Итого            | 49   | 14   | 3     | 0     | 0           | 0           | 2      | 0      | 54    | 14    |
| Вестерос         | Суперэттан       | 2019             | 6    | 1    | 0     | 0     | 0           | 0           | 0      | 0      | 6     | 1     |
| Вестерос         | Суперэттан       | 2020             | 8    | 0    | 1     | 0     | 0           | 0           | 0      | 0      | 9     | 0     |
| Вестерос         | Итого            | Итого            | 14   | 1    | 1     | 0     | 0           | 0           | 0      | 0      | 15    | 1     |
| Далькурд         | Суперэттан       | 2020             | 13   | 2    | 0     | 0     | 0           | 0           | 2      | 1      | 15    | 3     |
| Далькурд         | Итого            | Итого            | 13   | 2    | 0     | 0     | 0           | 0           | 2      | 1      | 15    | 3     |
| Броммапойкарна   | Дивизион 1       | 2021             | 30   | 5    | 2     | 2     | 0           | 0           | 0      | 0      | 32    | 7     |
| Броммапойкарна   | Суперэттан       | 2022             | 30   | 4    | 4     | 1     | 0           | 0           | 0      | 0      | 34    | 5     |
| Броммапойкарна   | Алльсвенскан     | 2023             | 27   | 1    | 4     | 0     | 0           | 0           | 1      | 0      | 32    | 1     |
| Броммапойкарна   | Итого            | Итого            | 87   | 10   | 10    | 3     | 0           | 0           | 1      | 0      | 98    | 13    |
| Всего за карьеру | Всего за карьеру | Всего за карьеру | 183  | 28   | 17    | 4     | 0           | 0           | 5      | 1      | 205   | 33    |